# Abiétane
L'abiétane est un diterpène qui constitue la base structurelle d'une grande variété de composés chimiques naturels tels que l'acide abiétique, l'acide carnosique ou encore le ferruginol, qui sont appelés collectivement abiétanes.